# Зубков, Иван Иванович (художник)

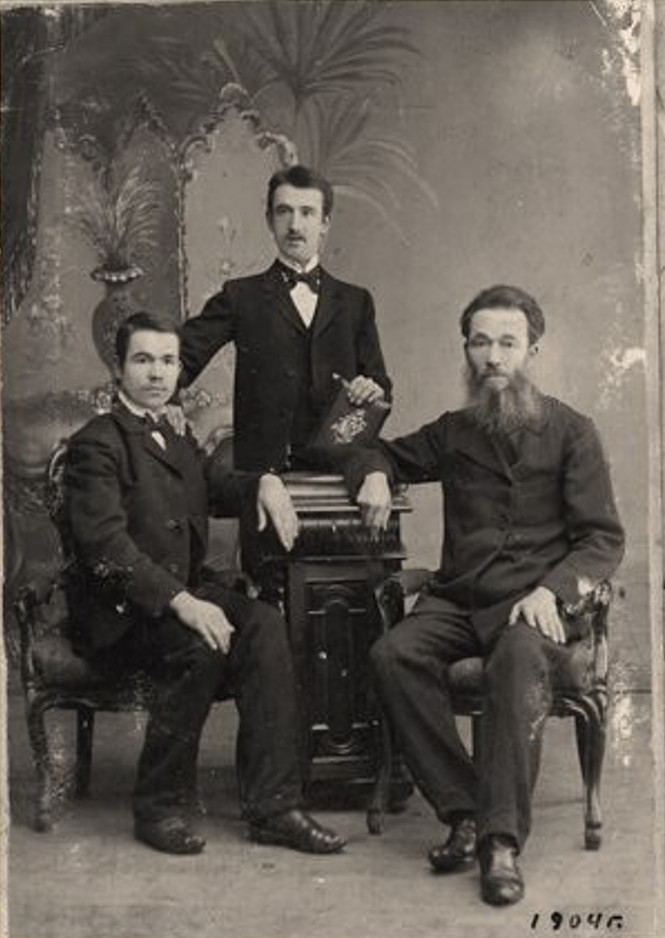
Династия иконописцев — Зубков Иван Васильевич с сыновьями Александром (слева) и Иваном (в центре), 1904 г.

Иван Иванович Зубков (16 (28) февраля 1883, Дерягино (Вязниковский уезд Владимирской губернии в настоящее время Ивановская область — 10 февраля 1938, Шуя) — русский, советский художник — график, иконописец, стенописец, мастер лаковой миниатюры, один из основателей Артели древней живописи. Представитель династии художников — иконописцев Зубковых XVIII — XX века.

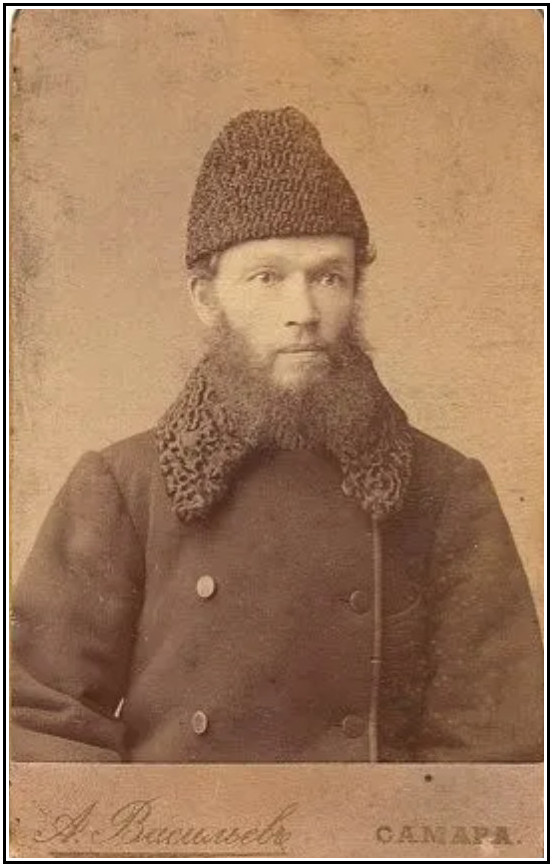
Отец и первый учитель художника — иконописец — Зубков Иван Васильевич, 1905 г.

## Биография
Зубков Иван Иванович родился 16 (28) февраля 1883 в деревне Дерягино Владимирской губернии Дерягино (Ивановской области), неподалеку от Палеха.
Он происходил из потомственной семьи иконописцев Зубковых. В областных архивных документах XVIII века упоминаются, проживавшие в Дерягино иконописцы — его отец — Иван Васильевич, дед — Василий Арсентьевич и прадед — Арсентий Тимофеевич Зубковы.
Иван учится в земской школе. Первые уроки живописи получает у своего отца — известного иконописца — Ивана Васильевича — одного из лучших мастеров платьечников своего времени. В десять лет его отдают учеником в иконописную мастерскую Белоусовых. Срок обучения составлял шесть лет. В течение рабочего 12-часового времени, ученики не только постигали профессиональное мастерство, но и выполняли хозяйственные работы.
Наставником Ивана становится известный палехский мастер — иконописец, мастер фольклорных и жанровых сцен Дмитрий Иванович Салапин. Кроме профессиональных навыков он прививал ученикам любовь к литературе, краеведению, что в последующем скажется и на творческой работе Ивана Зубкова.

Большое собрание материалов было у Д. И. Салапина: фотографий, гравюр, альбомов, журналов. У него также было большое собрание книг классиков, он их также охотно давал читать всем, которые интересовались литературой. В общем, он на многих мастеров и учеников имел хорошее влияние.— Зубков А. И. История Артели древней живописи
У Ивана Зубкова появляется страсть к книгам и литературе. Его любимыми писателями были А. С. Пушкин, М. Ю. Лермонтов, Н. А. Некрасов, Н. В. Гоголь, И. С. Тургенев. Его дочь — Тамара Ивановна Зубкова писала об отце писала: «Отец был большой любитель книг, читал очень много, всегда покупал и выписывал книги, журналы, газеты, нам он тоже стремился привить любовь к книгам…».
В дальнейшем он будет заниматься оформлением книг, писать стихи о природе, трудовой жизни, друзьях, а к десятилетию Артели древней живописи напишет целую поэму.
С 1893 по 1896 год Иван постигает основы иконописи. Особое внимание в мастерской уделялось изучению техники стенной росписи. Среди художественных предпочтений — работы Рафаэля и Рубенса, вызывающие восхищение начинающего художника.
Успехи Ивана Зубкова были замечены хозяевами и к 13 годам уровень работ Ивана Зубкова был настолько высок, что его начинают привлекать к выполнению заказов мастерской. Он пишет иконы, фрески, восстанавливает старые церковные росписи. Кроме религиозной живописи в свободное время создает светские работы.
В 1889 году в результате пожара было уничтожено все имущество семьи художника. Зубковы на долгие годы попадают в зависимость от работы в мастерской Белоусовых. Артель переезжает в Самару. Отец Ивана — Иван Васильевич также переезжает в Самару, в 1895 году к нему присоединяется Иван, а позже и второй сын — Александр

Зубковы, вместе с мастерами артели участвует в росписи храмов в Самарской губернии, работают в других районах России.
Среди работ, выполненных художниками мастерской Белоусовых: роспись кафедрального Воскресенского,, Собора Казанской иконы Божией Матери (Самара), храмов Иверского женского монастыря, Ильинской церкви, церквей в самарских селах Екатериновка, Семёновка, Большая Глушица, Берёзовый Яр, иконостасы соборного храма в самарском Николаевском мужском монастыре, шестиярусный иконостас церкви в честь Воздвижения Креста Господня в Палехе. Создаются храмовые иконы для Свято-Троицкого женского монастыря Бузулукского уезда Самарской губернии, других храмов.
Работа Ивана в мастерской Белоусовых продлиться до 1917 года.
Не прошли стороной Ивана Зубков и события 1905 года. В 1905—1907 годах он, как и его брат состояли членами палехского подпольного марксистского кружка.
В послереволюционное время братья Зубковы были вынуждены заниматься крестьянским хозяйством.

## Артель древней живописи

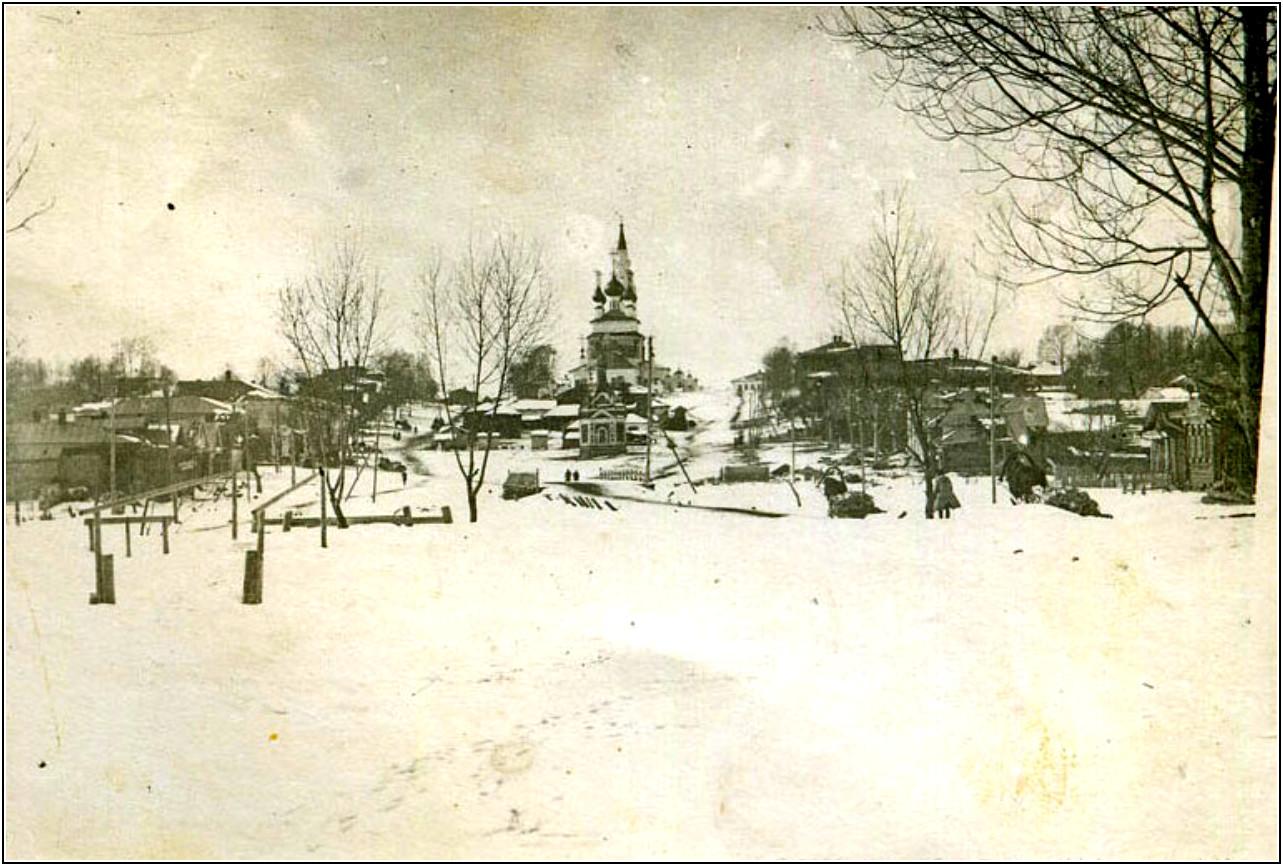
Палех начала 1920-х годов.

К началу 1920-х годов с окончанием гражданской войны начинает постепенно возрождается палехское искусство. Иван Зубков, как и другие мастера Палеха, совершенствуют Фряжское письмо, приспосабливая его к новым политическим реалиям. Возникает артель росписи по дереву,
В 1923 году на Всесоюзной сельскохозяйственной выставке, были представлены первые новые работы палехских мастеров на папье-маше и сразу награда — диплом 1-й степени. Как следствие, в следующем 1924 году «Москуст» — организация, созданная для объединения производства и торговли, предложила палехским мастерам создать собственную артель по выпуску художественных товаров и подготовить работы для Парижской выставки и выставки в Англии.
В группу учредителей Артели древней живописи вошли Иван и Александр Зубковы.
Работы артели, выполненные в технике лаковой миниатюры, объединяли в себе классические — академические, палехские живописные традиции и иконописные приемы. Иван Зубков в своих росписях, добавляет элементы народности и вольности.
Таким образом, создается самобытный художественный стиль миниатюрной росписи, в последующем нашедший свое воплощение также и в монументальной живописи, книжной графике, театрально-декорационном искусстве, росписи фарфора.
Норвежский писатель Нурдаль Григ во время посещения Советского Союза приобретает работы палехской артели и передает «Сказку о рыбаке и рыбке», выполненную Иваном Зубковым Кнуту
Гамсуну. Под впечатлением работы палехских мастеров напишет письмо:

Я (Кнут Гамсун) настроен дружественно к Советскому Союзу и к пролетариату. Само письмо ещё не дошло, где-то блуждает, его должен привезти курьер. Если оно будет получено, — оно будет иметь большой резонанс: событие международной важности"— О. Колесова. Путь мастеров: от церквей до советских дворцов.
Последние годы жизни Иван Зубков преподавал рисование в профтехшколе.
Иван Иванович Зубков умер в шуйской больнице в 10 февраля 1938 года.
Похоронен в западной части кладбища Ильинской церкви
рядом с основателями палехского искусства: И. И. Голиковым, И. М. Бакановым.
Мемориальные выставки произведений художника состоялись в Палехе в 1958, 1973 годах.

## Творчество

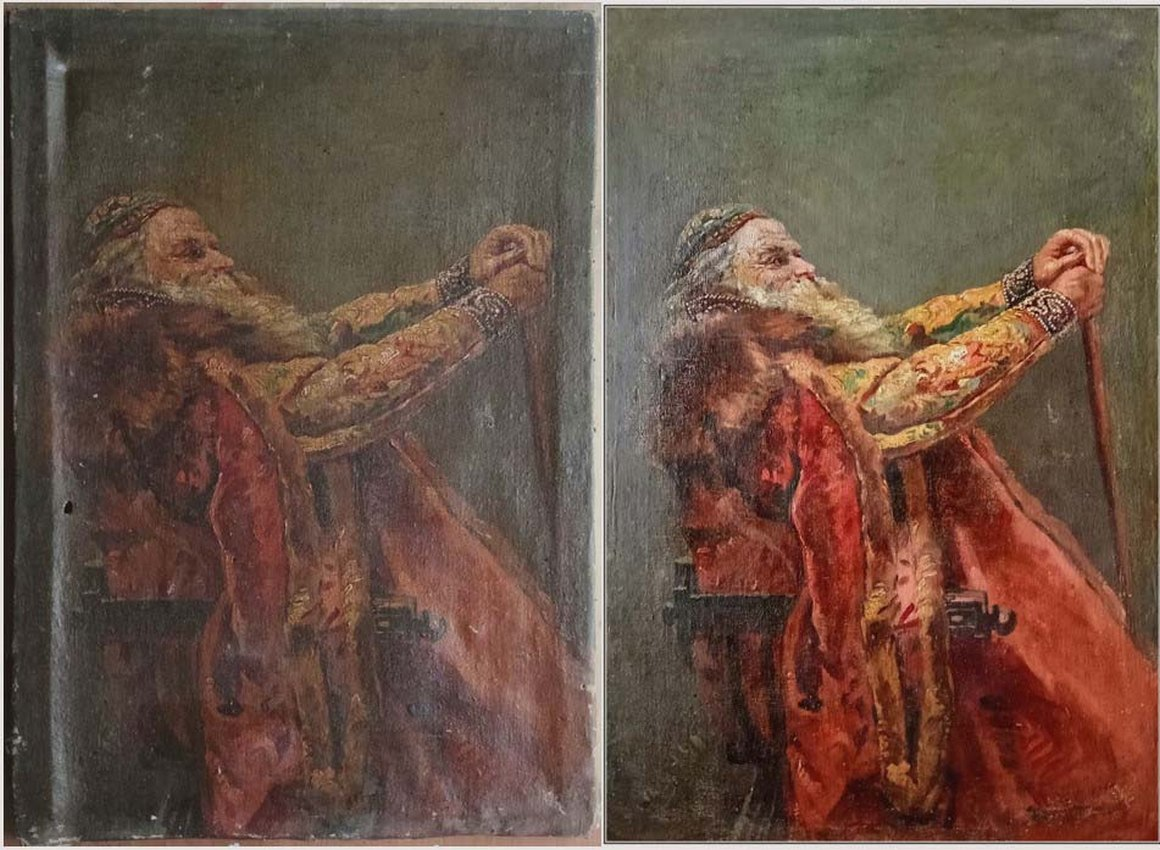
Портрет боярина в процессе реставрации. 1911 г.

В ранних работах Ивана Ивановича Зубкова заметно влияние творчества его отца Ивана Васильевича. Это, как правило, графические работы — эскизы на религиозную тему, часто копии работ его отца, выполненные в технике гризайль. Однако, постепенно начинают проявляться и индивидуальные особенности художника — в работах все больше становятся заметны светские элементы.

"Художественное мышление И. И. Зубкова никак не укладывалось в рамки иконописного канона. Ему не хватало свободы, инициативы, о чём он говорил в своих воспоминаниях: "работая в церкви, я писал картину «Нагорная проповедь и незаметно для самого себя нарисовал эту картину вроде деревенской гулянки, так что сам Бог чуть не пошёл в пляс. Получился скандал».— О. Колесова. Путь мастеров: от церквей до советских дворцов..
Сохранились его жанровые работы — ранний портрет ребёнка с азбукой и более поздний портрет боярина (1911 г.)- уже зрелая работа мастера — вариант работ К. Е. Маковского и П. П. Соколова. Но основное направление творчества — религиозная живопись, росписи церквей, создание храмовых икон.
К сожалению, большинство настенной живописи, выполненной в храмах в конце XIX — начале XX века не сохранилось. Большинство их было безвозвратно утеряно.
Новый этап творчества Ивана Зубкова — работа в Артели древней живописи, во время которого полностью раскрылся не только его художественный, но административный талант. Создаваемые артелью лаковые миниатюры не были ограничены канонами иконописной живописи, что способствовало творческой свободе художника. Его миниатюры отличаются орнаментальностью, тонкостью в росписи золотом. Изображения реалистичны по форме и по содержанию, но обобщены с традициями. Отличительная особенность работ Зубкова в том, что на его миниатюрах всё изображение покрыто тончайшим золотом. Как образно выразился про его работы палехский поэт Вихерев: «Жизнь прошитая золотом». Росписи шкатулок, панелей, брошь, портсигар, выполненных Зубковым полны жизнерадостности и оптимизма. В отличие от его творчества, в повседневной жизни характер Ивана Зубкова отличался деликатностью и степенностью.
Продукция артели пользовалась большим спросом. Особенно были популярны лаковые миниатюры с изображением жизни традиционной и современной — колхозной деревни, по мотивам русских народных песен, а также патриотические историко-революционные темы: «Пастушки» (1924), «Встреча» (1925), «Весна», «Ссора» (обе — 1926), «Степан Разин», «Митинг в деревне», «Жнитво» (все — 1927), «Палех», «Первый трактор в деревне» (обе — 1931), «Долой идиотизм старой деревенской жизни» (1933), «Пожар в деревне» (1934), «Пейзаж у мельницы», «Прежде единоличное хозяйство, теперь колхоз» (обе — 1935), «Весной на речке» (1936), «Красноармейцы на Ленплощадке» (1938) и другие.

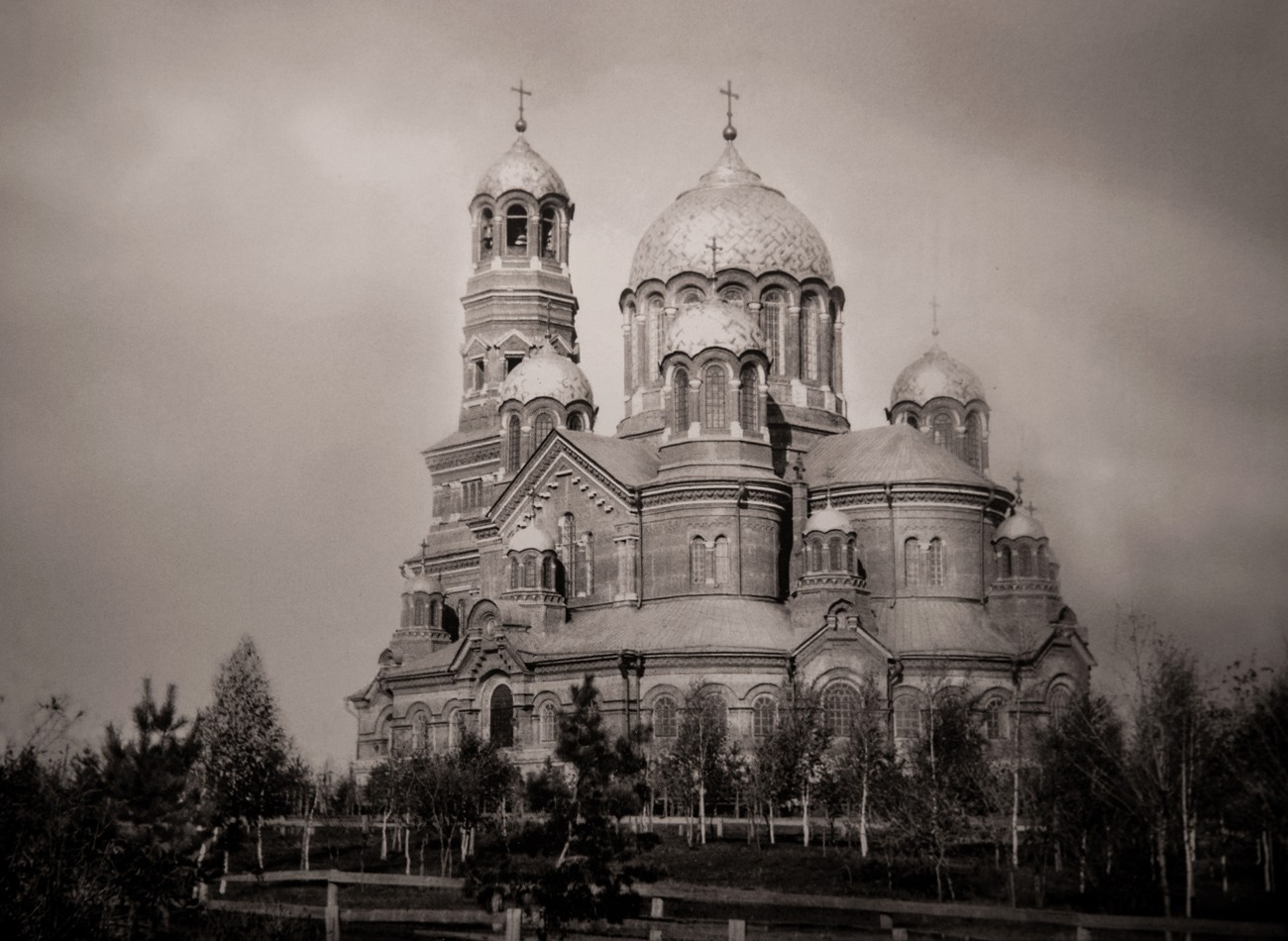
Кафедральный Воскресенский храм в Самаре, расписанный мастерами Белоусова. Не сохранился.

Другое направление творчества И. Зубкова — работы по произведениям А. С. Пушкина. Оно стало развиваться с 1925 года, постепенно изменяясь от размеров лаковых миниатюр до монументальной живописи дворцов молодой советской республики. Среди миниатюр, выполненных Иваном Зубковым по мотивам произведений Пушкина в середине 1920 годов: «Сказка о царе Салтане», «Сказка о золотом петушке», «Сказка о рыбаке и рыбке», «Бахчисарайский фонтан», «Евгений Онегин».
Эти же сюжеты позже будут перенесены и на его монументальную живопись.
В частности, в 1936 году, во время оформления стен будущего Ленинградского Дворца пионеров, Иван Зубков расписывал комнату сказок — зал, посвященный творчеству А. С. Пушкина. Под руководством А. В. Котухина он выполнил роспись стен по мотивам «Сказки о рыбаке и рыбке» полностью передав в художественных образах сюжет сказки. В числе прочих, его кисти принадлежат изображения заключительных сцен сказки — «Старуха во дворце» и «Старуха у разбитого корыта».
И. Зубков принимал участвовал в росписи санатория в Кисловодске (конец 1930-х), создав несколько панно: «За расчетом» (1931), «Идиллия» (1932), «Жнитво прежде и теперь» (1935). В 1937 году Иван Иванович Зубков вновь обращается к монументальной живописи и в ходе работ под его руководством были расписаны стены санатория «Всекопромсоветкасс» (сегодня — санаторий «Кавказ») в Кисловодске.
При создании некоторых лаковых миниатюр, в частности пластины «Сказка о золотой рыбке», Зубков использовал иконописные приемы построения изображения — множество хронологически связанных тематических сюжетов — клейм. В результате в его работах появлялся динамический сюжет — разворачивалась история. Такие его работы можно читать подобно книге: средняя часть изображения составляла одновременно начало и конец сюжета, а постепенно, передвигаясь слева на направо, отслеживалась вся динамика повествования.
В его работах фигурки людей имеют плавные, несколько замедленные ритмы движения, дающие ощущение тишины и покоя, Другая особенность работ Зубкова — детальная прорисовка элементов природы — изображение более реалистичны и лишены подчеркнутой сказочности.
Во время зрелого периода своей творческой карьеры в 1920—1930 года Иван Зубков продолжал создавать графические работы выполненные в манере гризайль с использование карандаша, сажи, сепии: «Первое мая», «Октябрь в деревне», «Восстание крестьян», «Гончарное производство», «Снимают колокола», «Колхозная ярмарка». Он также иллюстрировал и оформлял книги: «Палешане. Записки палехских художников» Е. Вихрева (1934), «Пушкин в искусстве Палеха» Г. В. Жидкова (1937), «Сказка о рыбаке и рыбке» А. С. Пушкина (1937) и другие, занимался иллюстрированием журнала «Наши достижения» (1935).
С 1928 Иван Зубков постоянно участвовал в творческих выставках: Выставка художественных произведений к 10-летнему юбилею Октябрьской революции в Москве), выставка работ Палехской артели древней живописи в Ленинграде (1930), Всемирной выставке в Париже (1937) и других. С 1934 — член Союза художников СССР.

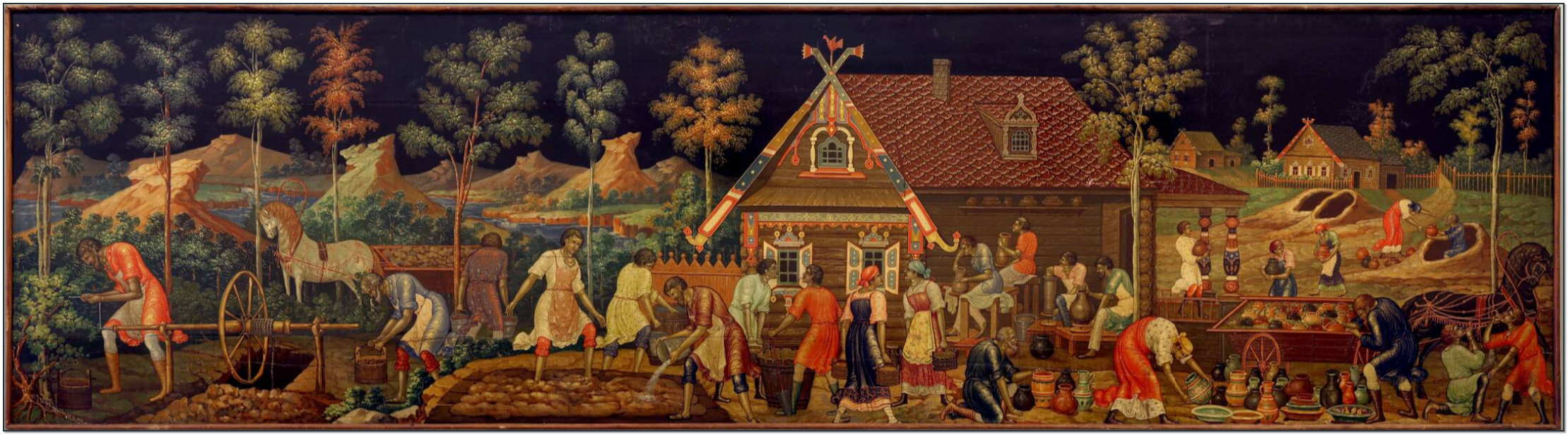
Панно «Гончарное производство». Выполнено для Дома культуры промкооперации в Ленинграде, 1932. Русский музей.

Работы И. И. Зубкова хранятся в музеях: Государственном музее палехского искусства, Третьяковской галерее, Русском музее, Всероссийский музей декоративного искусства, Музее народного искусства НИИ художественной промышленности, Сергиево-Посадском государственном историко-художественном музее-заповеднике, Ивановском областном художественном музее, Костромском государственном историко-архитектурном и художественном музее-заповеднике, Всероссийском музее А. С. Пушкина, Музее Пушкинского дома, Государственном центральном музее современной истории России, Центральном музее Вооружённых сил, Национальный художественный музей Республики Саха (Якутия) и других.
Дом, в котором в 1930—1938 гг. жил и работал один из основоположников советского искусства Палеха Зубков Иван Иванович, расположенный по адресу: Ивановская область, Палехский район, п. Палех, Ленина ул., 39, признан объектом культурного наследия.

## Галерея работ

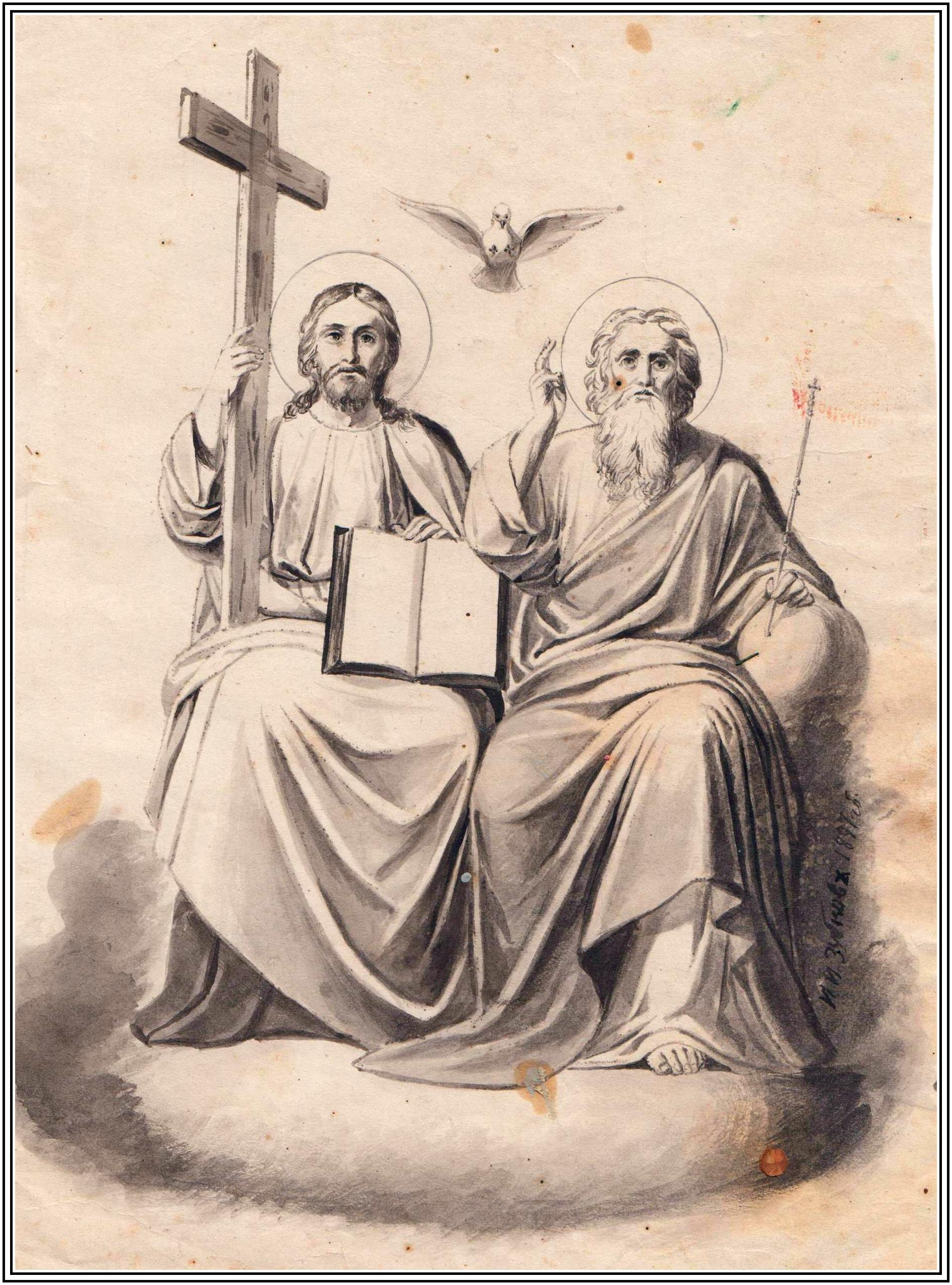
Новозаветная Троица. Эскиз к росписи храма.Гризайль. 1897.
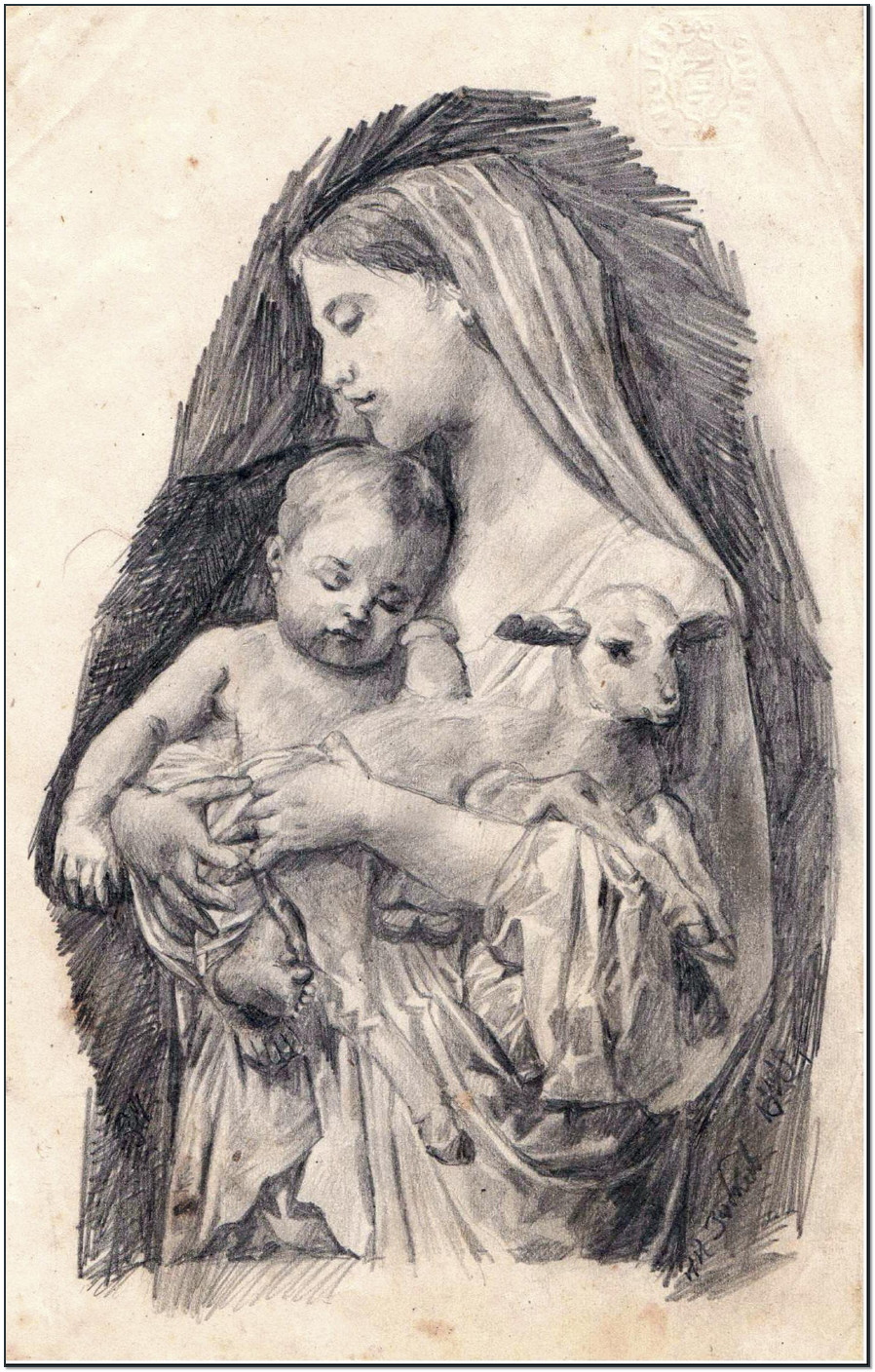
Иисус и Дева Мария. Гризайль. 1898.
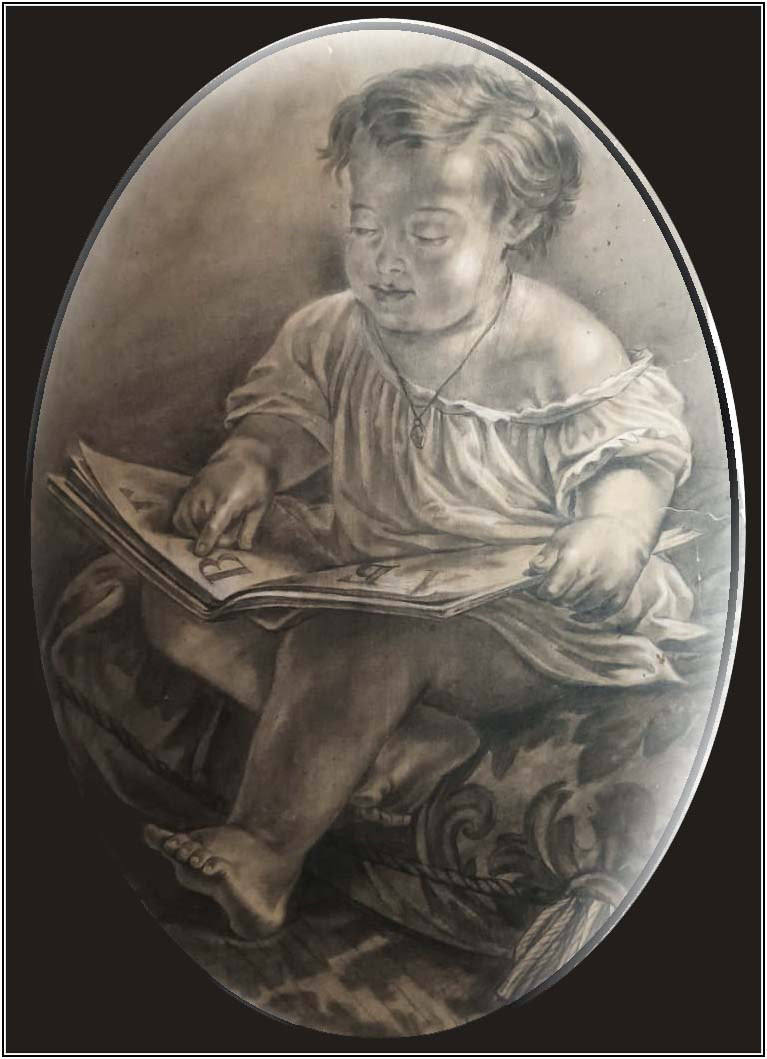
Ребёнок с азбукой. Гризайль ок. 1900.
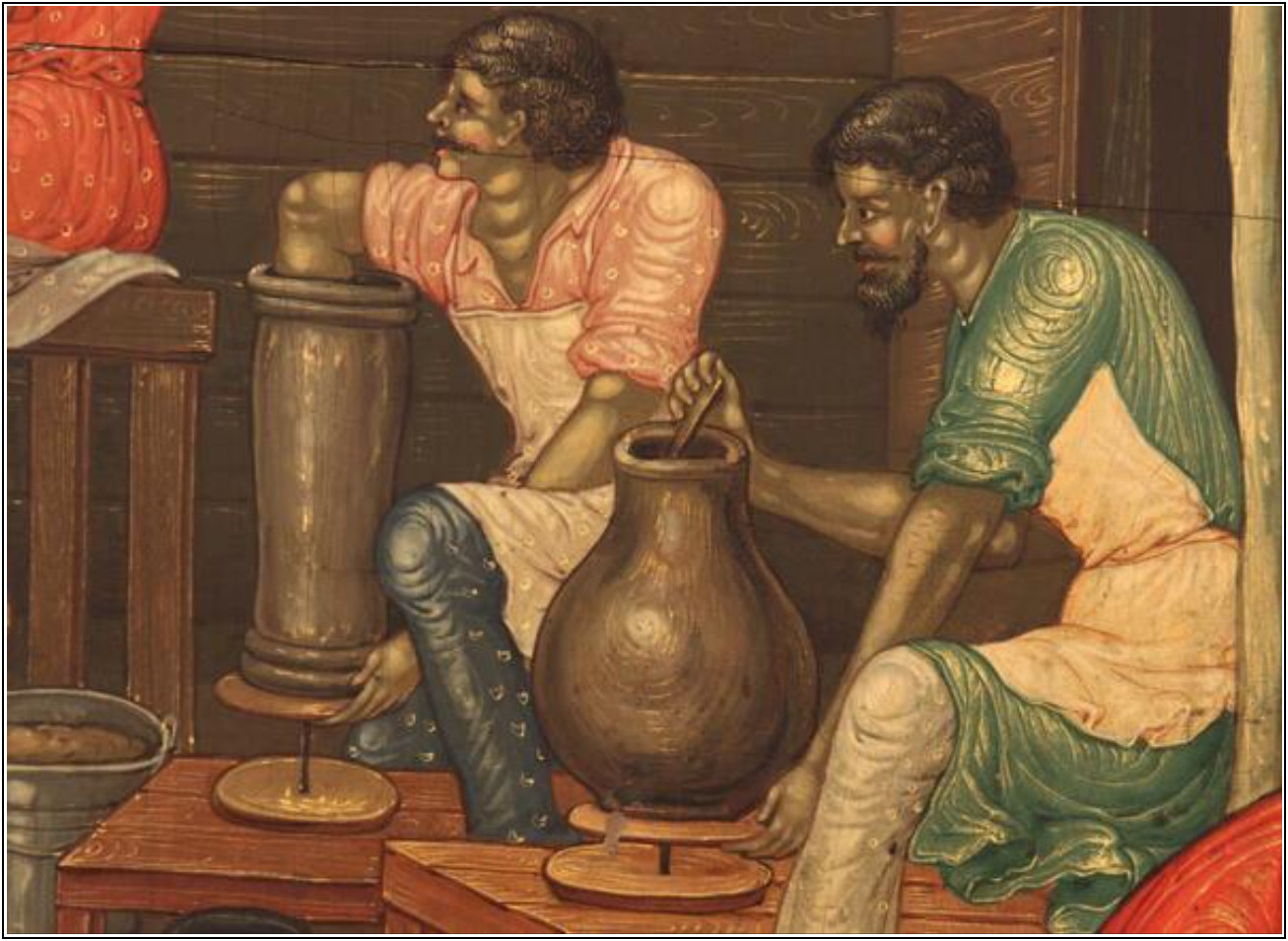
Фрагмент панно «Гончарное производство». 1932. Русский музей
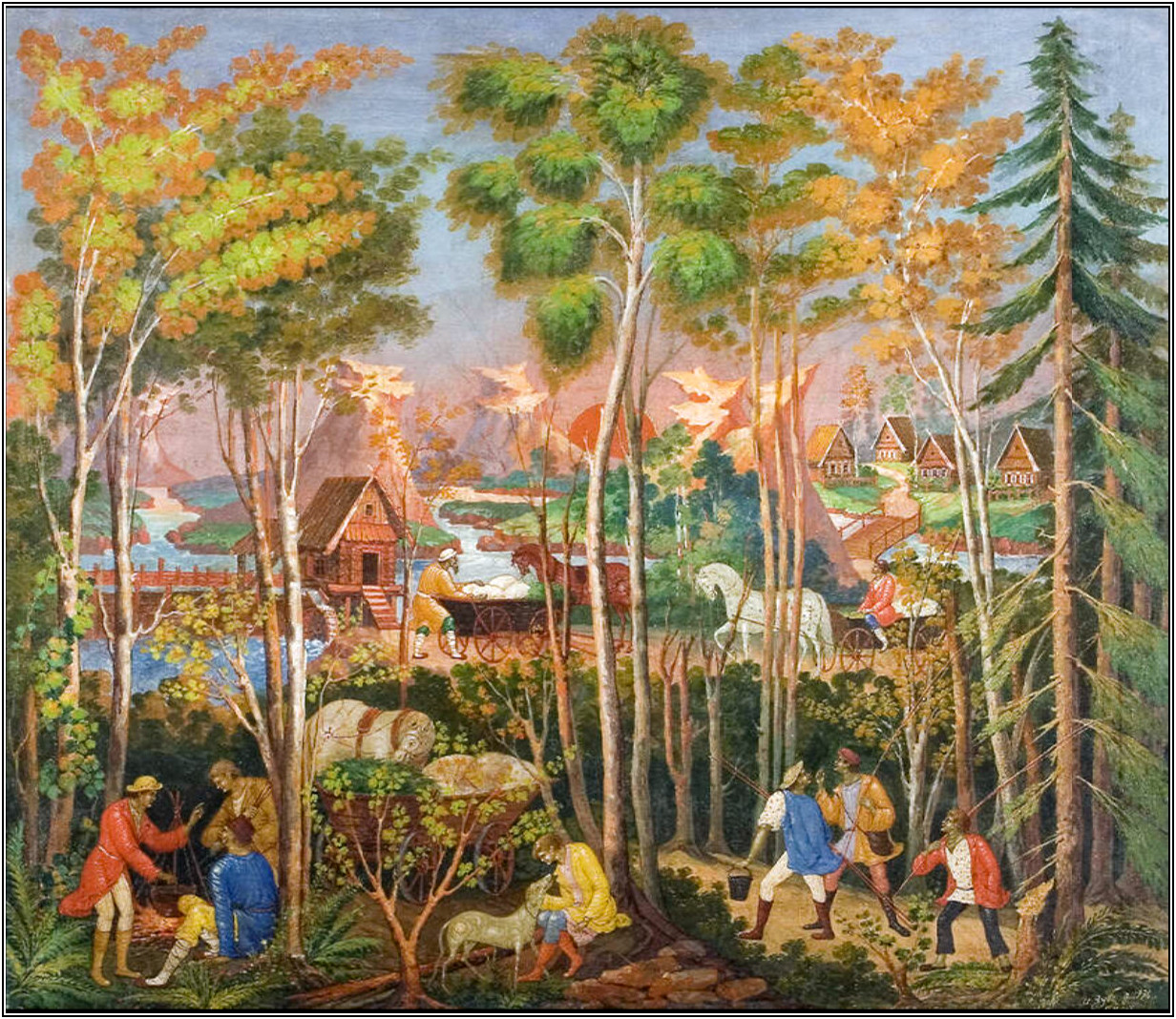
«Сельский пейзаж». 1932. Национальный художественный музей Республики Саха (Якутия)
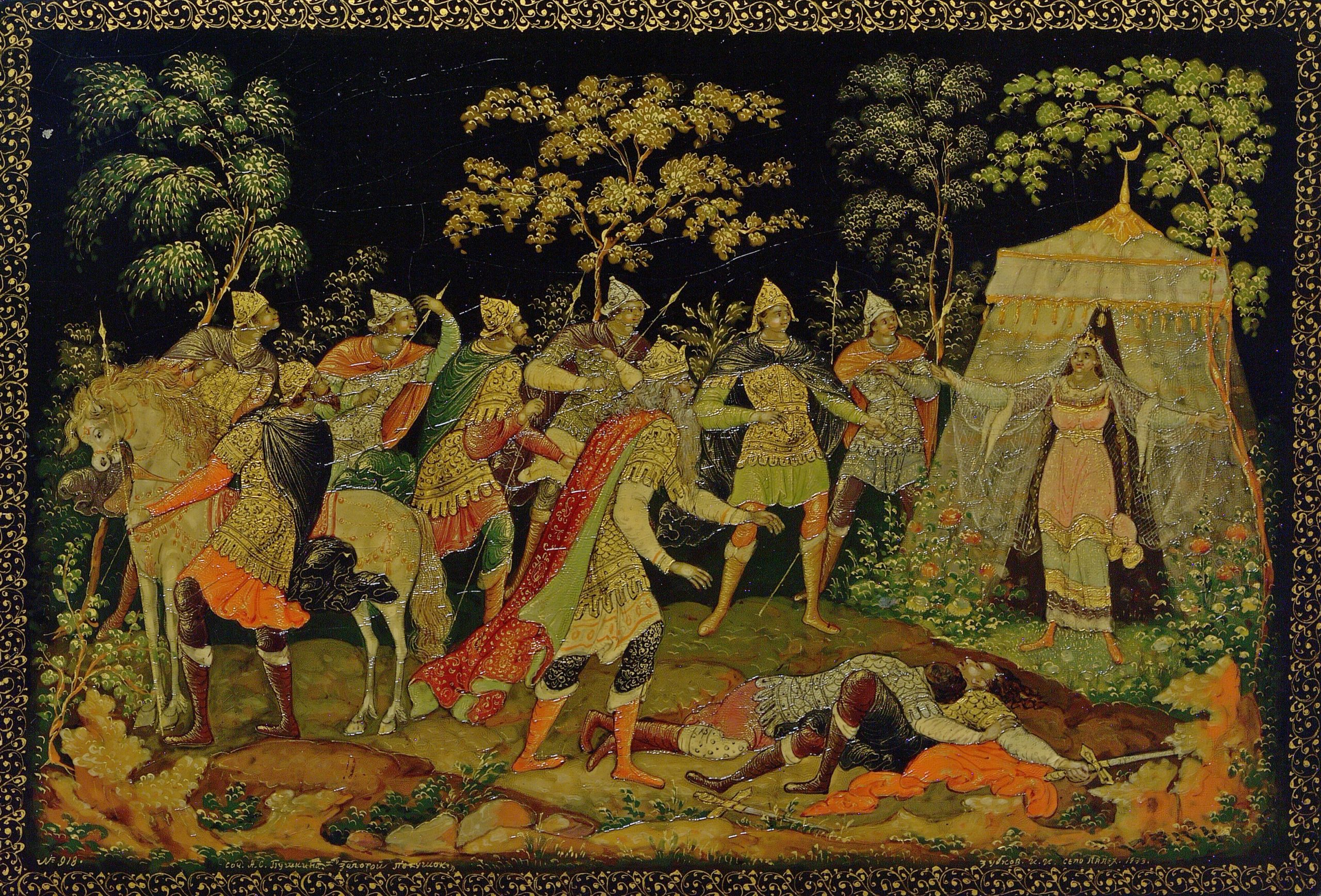
Шкатулка «Сказка о золотом петушке». 1933 г. Всероссийский музей А. С. Пушкина

## Династия Зубковых[21]
- Тамара Ивановна Зубкова (1917—1973) — дочь И. И. Зубкова, художник лаковой миниатюры[22].
- Калерия Васильевна Кукулиева (внучка И. И. Зубкова), художник лаковой миниатюры. Родилась в 1937 году. Заслуженный художник РСФСР (1974). Народный художник России (1999).Награждена дипломом первопечатника Ивана Федорова (1975), удостоена Большой Золотой медали международной выставки книги (1977), ордена «Кирилла и Мефодия» I степени (1978), лауреат Государственной премии РФ (1996).Член СХ с 1966 года. Окончила ПХУ в 1957 году. Один из лучших мастеров книжного оформления.
- Светлана Борисовна Калашникова (Кукулиева) — дочь К. В. Кукулиевой. Родилась в 1960 году. Окончила ПХУ в 1980 году, художник лаковой миниатюры[23].
- Николай Борисович Кукулиев (сын Кукулиевой К. В.). Родился в 1966 году. Окончил ПХУ в 1986 году. Художник лаковой миниатюры. Лауреат Государственной премии РФ (1996), член Союза профессиональных художников России при ЮНЕСКО с 1994 года[24].
- Лариса Владимировна Микулина (внучка Зубкова И. И.), художник лаковой миниатюры. Родилась в 1956 году. Окончила ПХУ в 1976 году[25].
- Елена Владимировна Мельникова (внучка И. И. Зубкова), художник лаковой миниатюры. Родилась в 1962 году. Окончила ПХУ в 1982 году[21].
- Сергей Николаевич Морозов (правнук И. И. Зубкова), художник лаковой миниатюры. Родился в 1963 году. Окончил ПХУ в 1987 году.

## Список работ И. И. Зубкова[26]

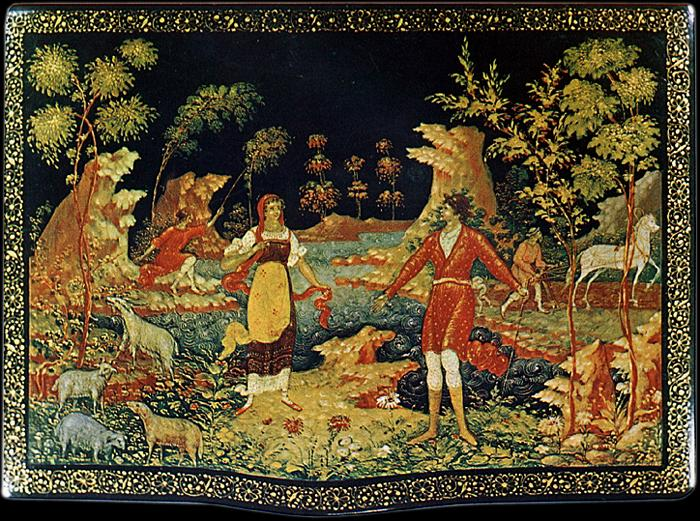
«Встреча». 1925. Шкатулка. Государственный музей палехского искусства.

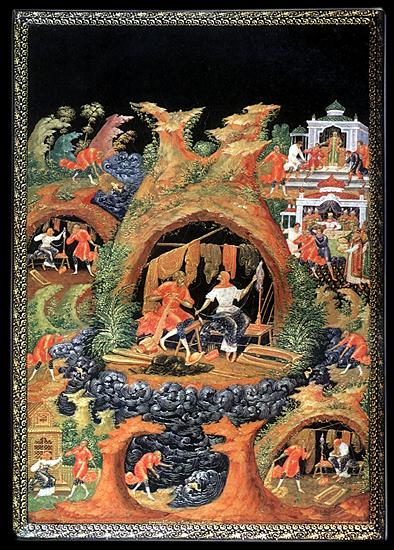
«Сказка о рыбаке и рыбке». 1927, пластина. Государственный музей палехского искусства. Выполнена с использованием клейм, свойственных иконописным традициям.

- Новозаветная Троица. Гризайль. Эскиз к росписи храма.1897. Частное собрание потомков И. И. Зубкова — Куклиевых.
- Иисус и Дева Мария. 1898. Гризайль. Частное собрание потомков И. И. Зубкова — Куклиевых.
- Ребёнок с азбукой. ок. 1900. Гризайль. Частное собрание потомков И. И. Зубкова — Куклиевых.
- Портрет боярина. Холст, масло. Вариант после работ К. Маковского и Соколова. 1911. Частное собрание потомков И. И. Зубкова — Куклиевых.
- Алеко.
- Алёша Попович. Брошь, 1932.
- Базар в деревне. Шкатулка, 1928. Частное собрание
- Бахчисарайский фонтан.
- Блуждающие огоньки. Рисунок, 1936. Государственный музей палехского искусства.
- В лесу.
- Весна. Круглая коробочка, 1934. Государственный музей палехского искусства.
- Вздумал купец лошадей напоить. Портсигар, 1926. Государственный музей палехского искусства.
- Влюблённая парочка на берегу речки. Шкатулка.
- Во солдаты Ваню мать провожала.
- Встреча. Шкатулка, 1925. Государственный музей палехского искусства.
- Гимн восходящему солнцу.
- Граф Нулин. 1931.
- Гулянка. Шкатулка.
- Долой идиотизм старой деревенской жизни. Да здравствует новая, колликтивизированная! 1934.
- Доля ты женская.
- Евгений Онегин. Брошь, 1932.
- Жар-птица.
- Жнитво. Баул, 1929. Государственный музей палехского искусства.
- Завтрак единоличника и колхозников.
- Заколдованное место.
- Золотая осень. Брошь.
- Игра в мяч. Шкатулка, 1929. Ивановский областной художественный музей.
- Идиллия.
- Из-за острова на стрежень. Портсигар, 1927. Государственный музей палехского искусства.
- Изба-читальня.
- Комната сказок. Ленинградский Дворец пионеров им. А. А. Жданова, 1936.
- Сказка о рыбаке и рыбке. Фрагмент стенной росписи.
- Сказка о рыбаке и рыбке. Фрагмент стенной росписи.
- Кому на Руси жить хорошо.
- Коробейники. Очешник, 1927. Государственный музей палехского искусства.
- Красноармейцы и краснофлотцы ведут разьяснительную работу среди колхозников и починяют инвентарь. Центральный дом Российской армии имени М. В. Фрунзе.
- Красноармейцы на Ленплощадке. Шкатулка, 1938. Центральный музей Вооружённых сил.
- Крещение Христа в Иордане. Икона, 1901.
- Кустарь в деревне.
- Мария с Мазепой. Круглая коробка, 1930.
- Митинг. Пластина, 1927.
- Митинг в деревне. Портсигар, 1930. Государственный музей палехского искусства.
- Митинг на Талке. Шкатулка, 1935. Государственный музей палехского искусства.
- На лугу.
- На пашне.
- На речке. Перчаточница, 1933.
- На речке. Портсигар, 1927. Государственный музей палехского искусства.
- Начало грозы. Шкатулка, 1928. Государственный музей палехского искусства.
- О золотом петушке. 1930.
- Октябрь в деревне. Шкатулка.
- Октябрь в деревне. Эскиз для росписи шкатулки, 1927. Государственный музей палехского искусства.
- Онегин. Брошь, 1932. Государственный музей палехского искусства.
- Онегин и Татьяна. 1930.
- Отбивка косы.
- Палех. Пластина, 1931. Сергиево-Посадский государственный историко-художественный музей-заповедник.
- Парочка. Пудреница.
- Пастух и пастушка. Холст.
- Пастушки. Портсигар, 1927. Государственный музей палехского искусства.
- Пастушок. Портсигар, 1926.
- Пахарь. Портсигар, 1926. Государственный музей палехского искусства.
- Пахарь. Шкатулка, 1925. Государственный музей палехского искусства.
- Пейзаж. Круглая коробочка, 1934. Государственный музей палехского искусства.
- Пейзаж. Шкатулка, 1934. Костромской государственный историко-архитектурный и художественный музей-заповедник.
- Пейзаж с водяной мельницей. Коробка, 1935. Ивановский областной художественный музей.
- Пейзаж с водяной мельницей. Пудреница, 1935.
- Первая борозда.
- Первое мая в деревне.
- Первый трактор. Шкатулка, 1927. Государственный центральный музей современной истории России.
- Пир на свадьбе. Поднос, 1926. Государственный музей палехского искусства.
- Пляска. Пудреница, 1930. Всероссийский музей декоративного искусства.
- Пожар в дореволюционной деревне. Шкатулка, 1931. Государственный музей палехского искусства.
- Полтава. Круглая коробка, 1930.
- Поцелуй. Портсигар, 1925. Государственный музей палехского искусства.
- Прежде единоличное хозяйство, теперь — колхоз.
- Ремонт трактора, повреждённого классовым врагом.
- Русалка. Ларец, 1937. Государственный музей палехского искусства.
- Русалка. Пластина, 1930-е. Государственный музей палехского искусства.
- Русалка. Шкатулка, 1932. Всероссийский музей А. С. Пушкина.
- Русалка. Шкатулка, 1932. Государственный музей палехского искусства.
- С цветами. Коробочка, 1926. Государственный музей палехского искусства.
- Сбор ягод. Баул, 1928. Всероссийский музей декоративного искусства
- Семья рыболова. Портсигар, 1924. Государственный музей палехского искусства.
- Сказка о рыбаке и рыбке. Пластина, 1927. Государственный музей палехского искусства.
- Сказка о рыбаке и рыбке. Шкатулка, 1934. Подарок Кнуту Гамсуну.
- Сказка о рыбаке и рыбке. Шкатулка, 1934. Всероссийский музей А. С. Пушкина.
- Сказка о царе Салтане. Очешник, 1926. Государственный музей палехского искусства.
- Сказочные птицы. Пластина, 1935. Государственный музей палехского искусства.
- Сорочинская ярмарка.
- Степан Разин. Портсигар, 1927. Государственный музей палехского искусства.
- Сцена у фонтана. Коробочка, 1931. Всероссийский музей декоративного искусства.
- Танец. Пудреница.
- Тройка. Брошь, 1929.
- У фонтана. Брошь, 1934. Государственный музей палехского искусства.
- Ухарь-купец. Шкатулка, 1926. Государственный Русский музей.
- Хоровод. Баул, 1924. Частная коллекция (Москва).
- Хуторок. Портсигар, 1926. Государственный музей палехского искусства.
- Цыгане. Шкатулка, 1927. Государственный музей палехского искусства.
- Что на улице шумят, сарафан бабы делят. Шкатулка.
- Электрификация.